# Diyarbakırspor
Diyarbakırspor – turecki klub piłkarski założony i zarządzany przez mniejszość kurdyjską, z siedzibą w mieście Diyarbakır, działający w latach 1968–2013.

## Historia
Klub został założony w roku 1968. Jesienią 2001 roku epizody w klubie zaliczyło trzech Polaków – Olgierd Moskalewicz, Dariusz Dźwigała i Artur Sarnat. W sezonie 2009/2010 klub spadł z Süper Lig a w kolejnym sezonie z 1. Lig na trzeci poziom ligowy czyli 2. Lig.